# تپه مرادآباد ۱ (ازنا)
تپه مرادآباد ۱ مربوط به عصر مس - دوره اشکانیان - دوره ساسانیان سده‌های میانه دوران‌های تاریخی پس از اسلام است و در شهرستان ازنا، بخش مرکزی، دهستان پاچه لک غربی، ۴ کیلومتری شمال شرقی شهرک المهدی واقع شده و این اثر در تاریخ ۷ اسفند ۱۳۸۶ با شمارهٔ ثبت ۲۱۴۰۰ به‌عنوان یکی از آثار ملی ایران به ثبت رسیده است.